# Ахмед, Эсра
Эсра Ахмед Эль-Сайед (род. 21 ноября 1998) — египетская тяжелоатлетка, участница летних Олимпийских игр 2016 года, серебряный призёр Африканских игр 2015 и 2019 годов и Средиземноморских игр 2013 года, многократный призёр молодёжного чемпионатов мира.

## Биография
Уже в 14 лет Эсра Ахмед начала показывать высокие результаты на взрослых соревнованиях. В 2013 году юная египтянка стала серебряным призёром и в рывке, и в толчке в категории до 58 кг на Средиземноморских играх. Эсра уступили лишь титулованной турчанке Айлин Дашделен. В этом же году египтянка стала четвёртой на юношеском чемпионате мира, при этом все три спортсменки, опередившие Ахмед были как минимум на год старше неё. В 2014 году стала абсолютной чемпионкой Африки среди юниоров в категории до 63 кг. На молодёжном чемпионате мира Эсра стала самой юной в своей весовой категории, при том что в чемпионате могли принимать участие спортсмены 1994 года рождения. Несмотря на существенную разницу в возрасте египетская тяжелоатлетка смогла показать высокий 7-й результат из 21 участницы. В 2014 году молодая спортсменка дебютировала на взрослом чемпионате мира. После рывка Ахмед занимала 8-е место, однако слабая попытка в толчке отбросила её на 15-ю позицию. В 2015 году Эсра окончательно начала выступать в категории до 63 кг. И на юниорском и на молодёжном чемпионатах мира Ахмед становилась серебряным призёром, уступая лишь представительницам Китая. В сентябре 2015 года египтянка стала завоевала ещё одну серебряную медаль, став второй на Африканских играх. На взрослом чемпионате мира в Хьюстоне Эсра заняла только 18-е место. Свою первую победу Ахмед одержала в конце 2015 года, победив на Арабском чемпионате.
В июле 2016 года стало известно, что Эсра Ахмед была включена в состав сборной Египта для участия в Олимпийских играх в весовой категории до 63 кг. В рывке Ахмед смогла поднять 100 кг и разделила по итогам упражнения 6-е место с мексиканкой Эвой Гурролой. В толчке египтянка вновь не смогла показать высокий результат (116 кг). По итогам соревнований Эсра установила свой личный рекорд по сумме упражнений, подняв в общей сложности 216 кг. Этот результат позволил египтянке занять итоговое 7-е место, при этом она стала лучшей среди спортсменок, выступавших в группе B. Летом 2018 года Ахмед остановилась в шаге от призового места на Средиземноморских играх. В июле Эсра в очередной раз стала призёром молодёжного чемпионата мира. В категории до 63 кг египтянка показала результат 207 кг, благодаря чему стала обладательницей серебряной награды.

## Результаты

### Олимпийские игры
| Олимпийские игры    | Категория | Рывок | Толчок | Сумма | Место |
| ------------------- | --------- | ----- | ------ | ----- | ----- |
| Рио-де-Жанейро 2016 | до 63 кг  | 100   | 116    | 216   | 7     |

### Чемпионат мира
| Чемпионат мира | Категория | Рывок | Толчок | Сумма | Место |
| -------------- | --------- | ----- | ------ | ----- | ----- |
| Алма-Ата 2014  | до 58 кг  | 93    | 103    | 196   | 15    |
| Хьюстон 2015   | до 63 кг  | 95    | 110    | 205   | 18    |

### Личные рекорды
| Упражнение | Результат | Дата            | Место проведения |
| ---------- | --------- | --------------- | ---------------- |
| Рывок      | 100 кг    | 10 августа 2016 | Рио-де-Жанейро   |
| Толчок     | 116 кг    | 10 августа 2016 | Рио-де-Жанейро   |
| Сумма      | 216 кг    | 10 августа 2016 | Рио-де-Жанейро   |